# Kâzım Karabekir
Musa Kâzım Karabekir (23 juillet 1882, Constantinople - 26 janvier 1948, Ankara) est un officier militaire, un homme politique et un homme d'État de l'Empire ottoman puis de Turquie.

## Biographie
Il prend part aux guerres balkaniques de 1912-1913 et à la Première Guerre mondiale dans l'armée ottomane, puis rejoint la lutte de Mustafa Kemal Atatürk et participe à la guerre d'indépendance turque sur le front est.
Cofondateur de l'éphémère Parti républicain progressiste en 1924, il demeure en résidence surveillée jusqu'à la mort d'Atatürk (1938), à la suite de la tentative de certains opposants de l'assassiner à Smyrne en 1926.
Il est président de la Grande assemblée nationale de Turquie de 1946 à sa mort en 1948.